# Cuscomys ashaninka
Cuscomys ashaninka é uma espécie de roedor da família Abrocomidae.
Endêmica do Peru, é conhecida apenas da localização-tipo: norte da Cordilheira de Vilcabamba no departamento de Cusco.